# Ungerska koalitionens parti
Ungerska koalitionens parti (ungerska: Magyar Koalíció Pártja, slovakiska: Strana maďarskej koalície, SMK-MKP) är ett kristdemokratiskt politiskt parti i Slovakien. Partiet representerar den ungerska minoriteten i Slovakien och är det största ungerska partiet i landet. Det har tjugo mandat av parlamentets 150. Partiet är medlem i Europeiska folkpartiet (EPP) och dess Europaparlamentariker sitter i Europeiska folkpartiets grupp (kristdemokrater) (EPP).